# Saulxures-lès-Bulgnéville
Pour les articles homonymes, voir Saulxures.
Saulxures-lès-Bulgnéville [solsyʁ lɛ bylɲevil]  est une commune française située dans le département des Vosges en région Grand Est.
Ses habitants sont appelés les Saulxurons.

## Géographie

### Géologie et relief
Le relief s'élève un peu au sud, la partie boisée de la commune culminant au Haut de Conge (451 m).
La commune est traversée par le ruisseau "le Conge" qui rejoint le ruisseau de Vaudoncourt pour former le ruisseau de l'Étang, affluent de l'Anger ; elle se trouve donc dans le bassin versant de la Meuse.

### Sismicité
Commune située dans une zone  de sismicité très faible.

### Hydrographie et les eaux souterraines
Hydrogéologie et climatologie : Système d’information pour la gestion des eaux souterraines du bassin Rhin-Meuse :
Territoire communal : Occupation du sol (Corinne Land Cover); Cours d'eau (BD Carthage),
Géologie : Carte géologique; Coupes géologiques et techniques,
 Hydrogéologie : Masses d'eau souterraine; BD Lisa; Cartes piézométriques.

#### Réseau hydrographique
La commune est située dans le bassin versant de la Meuse au sein du bassin Rhin-Meuse. Elle est drainée par le ruisseau de Conge, le ruisseau de l'Etang de Bulgneville, le ruisseau de Vaudoncourt et le ruisseau du Moulin de l'Etang,.

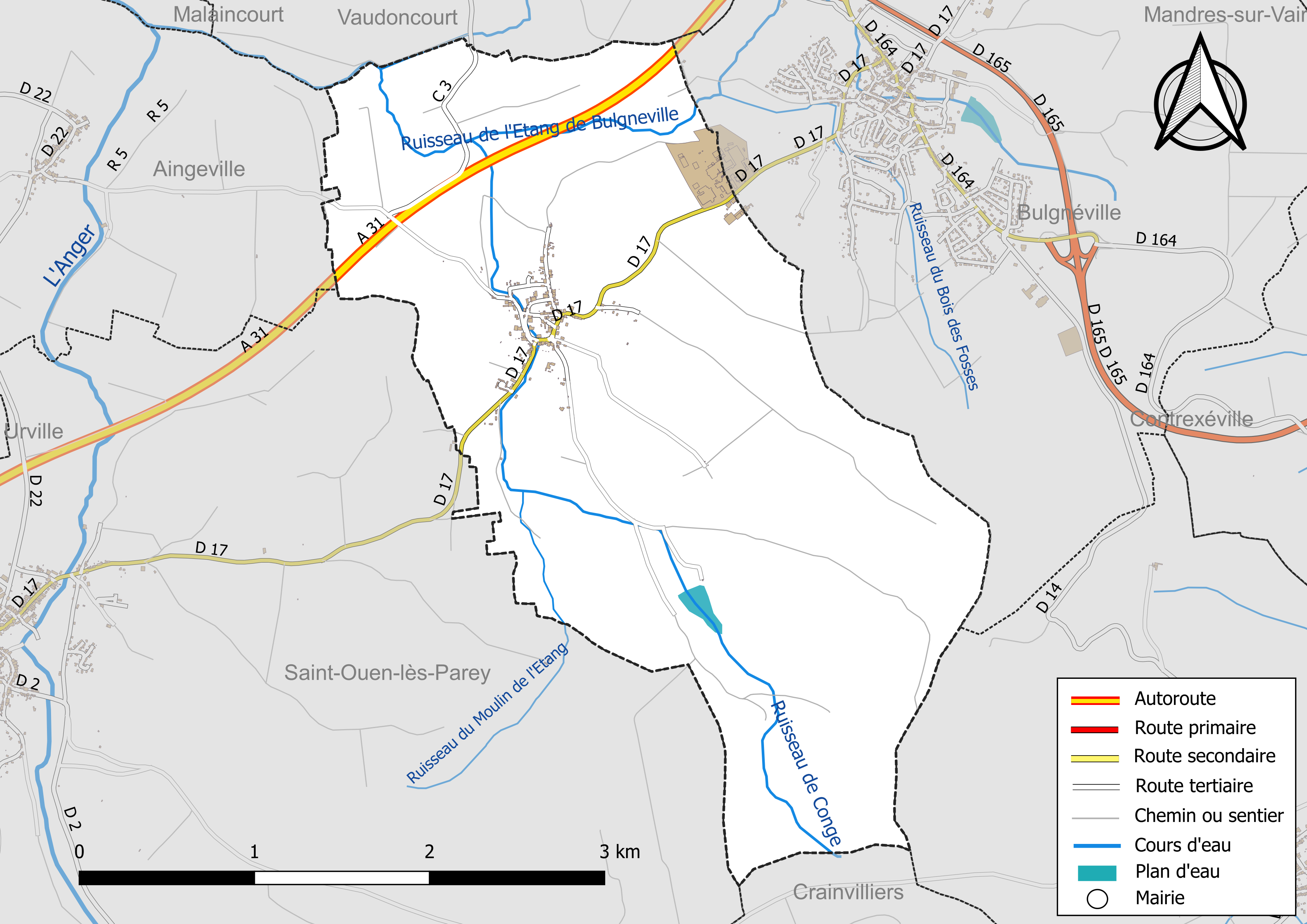
Réseaux hydrographique et routier de Saulxures-lès-Bulgnéville.

Le lac du Conge.

#### Gestion et qualité des eaux
Le territoire communal est couvert par le schéma d'aménagement et de gestion des eaux (SAGE) « Nappe des Grès du Trias Inférieur ». Ce document de planification, dont le territoire comprend le périmètre de la zone de répartition des eaux de la nappe des Grès du trias inférieur (GTI), d'une superficie de 1 497 km2,  est en cours d'élaboration. L’objectif poursuivi est de stabiliser les niveaux piézométriques de la nappe des GTI et atteindre l'équilibre entre les prélèvements et la capacité de recharge de la nappe. Il doit être cohérent avec les objectifs de qualité définis dans les SDAGE Rhin-Meuse et Rhône-Méditerranée. La structure porteuse de l'élaboration et de la mise en œuvre est le conseil départemental des Vosges.
La qualité des cours d’eau peut être consultée sur un site dédié géré par les agences de l’eau et l’Agence française pour la biodiversité.

### Climat
Pour des articles plus généraux, voir Climat du Grand Est et Climat des Vosges.
En 2010, le climat de la commune est de type climat de montagne, selon une étude du Centre national de la recherche scientifique s'appuyant sur une série de données couvrant la période 1971-2000. En 2020, Météo-France publie une typologie des climats de la France métropolitaine dans laquelle la commune est exposée à un climat océanique altéré et est dans la région climatique  Lorraine, plateau de Langres, Morvan, caractérisée par un hiver rude (1,5 °C), des vents modérés et des brouillards fréquents en automne et hiver. 
Pour la période 1971-2000, la température annuelle moyenne est de 9,4 °C, avec une amplitude thermique annuelle de 16,8 °C. Le cumul annuel moyen de précipitations est de 941 mm, avec 13,4 jours de précipitations en janvier et 9,2 jours en juillet. Pour la période 1991-2020, la température moyenne annuelle observée sur la station météorologique de Météo-France la plus proche, « St Ouen-lès-Parey_sapc », sur la commune de Saint-Ouen-lès-Parey à 4 km à vol d'oiseau, est de 10,0 °C et le cumul annuel moyen de précipitations est de 806,8 mm. 
La température maximale relevée sur cette station est de 39,4 °C, atteinte le 25 juillet 2019 ; la température minimale est de −22 °C, atteinte le 20 décembre 2009,,. 
Les paramètres climatiques de la commune ont été estimés pour le milieu du siècle (2041-2070) selon différents scénarios d'émission de gaz à effet de serre à partir des nouvelles projections climatiques de référence DRIAS-2020. Ils sont consultables sur un site dédié publié par Météo-France en novembre 2022.

## Urbanisme

### Typologie
Au 1er janvier 2024, Saulxures-lès-Bulgnéville est catégorisée commune rurale à habitat dispersé, selon la nouvelle grille communale de densité à sept niveaux définie par l'Insee en 2022.
Elle est située hors unité urbaine. Par ailleurs la commune fait partie de l'aire d'attraction de Vittel - Contrexéville, dont elle est une commune de la couronne,. Cette aire, qui regroupe 72 communes, est catégorisée dans les aires de moins de 50 000 habitants,.

### Occupation des sols
L'occupation des sols de la commune, telle qu'elle ressort de la base de données européenne d’occupation biophysique des sols Corine Land Cover (CLC), est marquée par l'importance des territoires agricoles (59,3 % en 2018), en diminution par rapport à 1990 (60,1 %). La répartition détaillée en 2018 est la suivante : 
prairies (54,8 %), forêts (36,8 %), zones agricoles hétérogènes (4,5 %), zones urbanisées (3,9 %). L'évolution de l’occupation des sols de la commune et de ses infrastructures peut être observée sur les différentes représentations cartographiques du territoire : la carte de Cassini (XVIIIe siècle), la carte d'état-major (1820-1866) et les cartes ou photos aériennes de l'IGN pour la période actuelle (1950 à aujourd'hui).

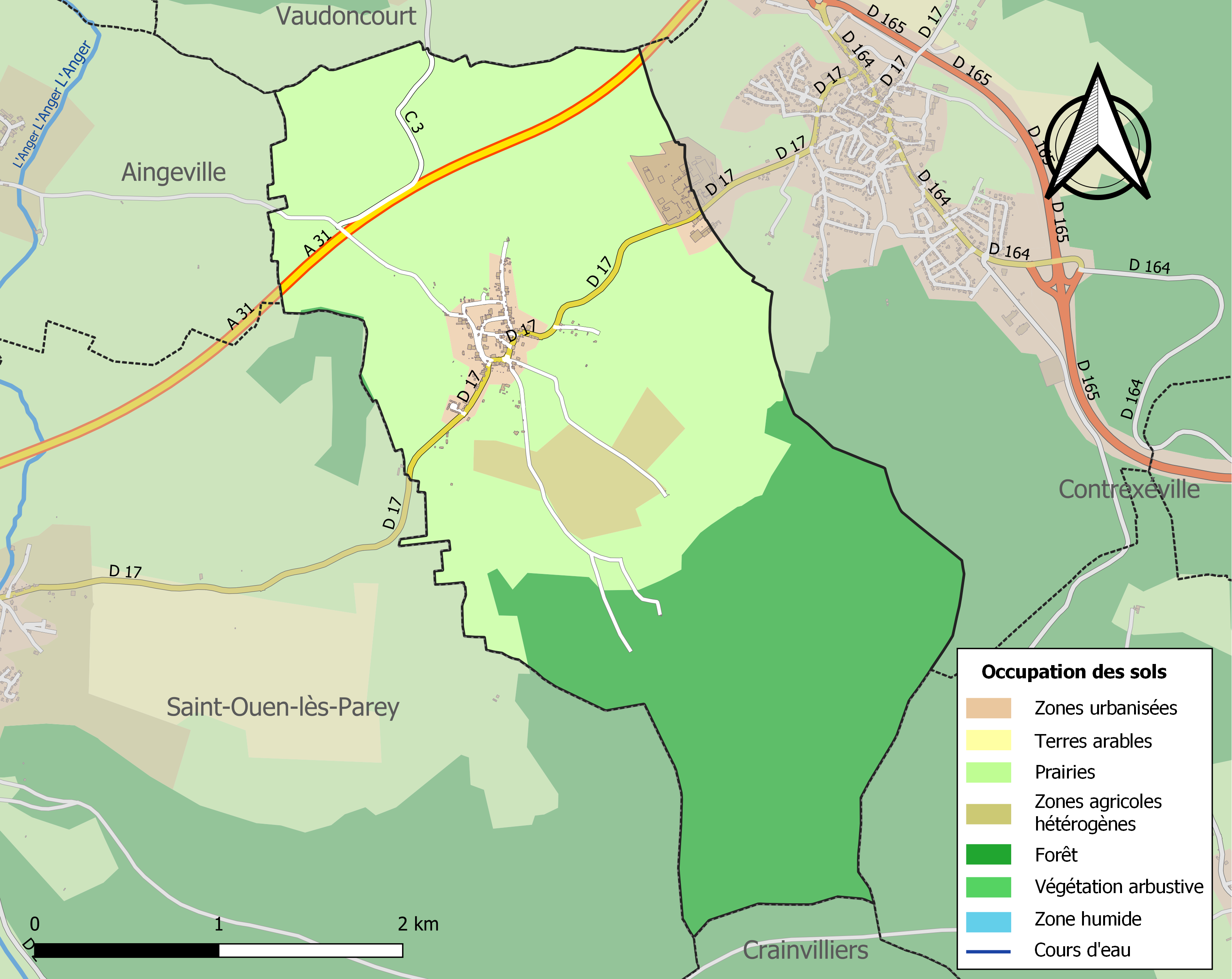
Carte des infrastructures et de l'occupation des sols de la commune en 2018 (CLC).

### Voies de communications et transports

#### Voies routières
L'axe routier principal est la départementale 17, menant à Bulgnéville à 2 km au nord-est ou Saint-Ouen-lès-Parey (3 km au sud-ouest). L'autoroute A31 suit un tracé parallèle, un kilomètre au nord à travers les champs. On ne peut y accéder que par l'échangeur de Bulgnéville, situé à 4 km. Un chemin vicinal mène à Aingeville (3 km au nord-ouest) ou à Vaudoncourt (3 km au nord).

#### Transports en commun

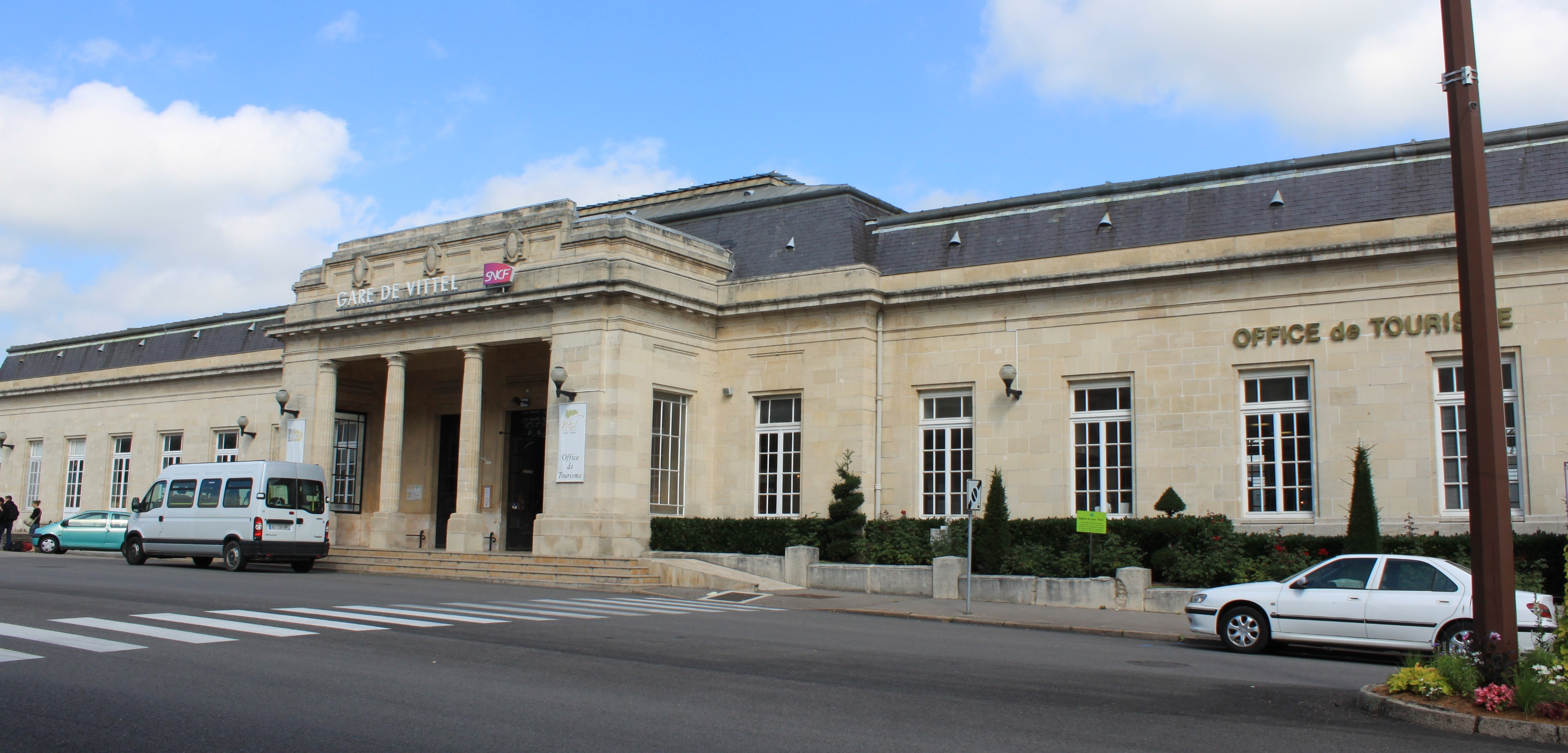
Gare de Vittel.

- Fluo Grand Est.

#### Lignes SNCF
- Gare de Contrexéville
- Gare de Vittel
- Gare de Neufchâteau

## Toponymie
Le nom de la localité est attesté sous les formes Apud Salsuras (avant 1124) ; Saxuriis (1150) ; Sassures (1204) ; Theoderico de Salsure (avant 1205) ; Sauxuriis (1211) ; Sacsures sub Chastineio (1215) ; « In nova villa nostra de Sausures » (1226) ; Saussures (1333) ; De Sauxurus cum Bullignevilla (1402) ; Sauxures devant Buligneville (1449) ; Sausures devant Bulligneville (1457) ; Sauxures, Sauxure (1504) ; Saulxures (1594) ; Sausure (1707) ; Saulxures lès Bulgneville (1711) ; Sauxure lez Bulgneville (XVIIIe siècle) ; Sauxurres (1790) ; Saulxuges-les-Bulqueville (an II).

Issu de salsus ou de salsa, dérivé de sel. Le vieux haut germanique employait sulza pour désigner l'eau salée. Les sources et les mines de sel gemme ont donné les toponymes Saulxures, pluriel du latin salsura « salage, saumure » qui avait dû prendre le sens de « source salée, mine de sel gemme ».

La Lorraine est une région riche en sel, Saulxures-lès-Bulgnéville rappelle les mines proches de sel gemme.
La préposition « lès » permet de signifier la proximité d'un lieu géographique par rapport à un autre lieu. En règle générale, il s'agit d'une localité qui tient à se situer par rapport à une ville voisine plus grande. La commune française de Saulxures indique qu'elle se situe près de Bulgnéville.

## Histoire
Le village de Saulxures-lès-Bulgnéville faisait partie en 1594 des prévôtés de Châtenois et de Neufchâteau. En 1751, il dépendait du bailliage de Bourmont, mais suivait la coutume de Lorraine et non celle de Bassigny.
Au XVIIe siècle, c'est la famille de Raillardy du Prautois qui est seigneur en partie de Saulxures.
En 1790, la commune dépend du district de Lamarche et du canton de Mandres. La mairie fut construite en 1865, l’école des garçons, en 1787, et l’école des filles, en 1842.

### Héraldique
| Blason | Blasonnement : De gueules à l'épée d'argent, à la fasce cousue d'azur chargée de quatre étoiles de quatre rais aussi d'argent brochant sur le tout. Commentaires : Ce sont les armes de la famille Du Pasquier de Dommartin telles qu'elles figurent sur une fenêtre du château de Saulxures. |

## Politique et administration
| Période                                  | Période      | Identité           | Étiquette | Qualité                           |
| ---------------------------------------- | ------------ | ------------------ | --------- | --------------------------------- |
| Les données manquantes sont à compléter. |              |                    |           |                                   |
| mars 1971                                | mars 2008    | Gilbert Janvre     | DVD       |                                   |
| mars 2008                                | octobre 2008 | Jean-Marc François |           | Démissionnaire en cours de mandat |
| octobre 2008                             | avril 2014   | Danièle Sengel     |           |                                   |
| avril 2014                               | En cours     | Sylvain Gloriot    |           |                                   |

### Budget et fiscalité 2022

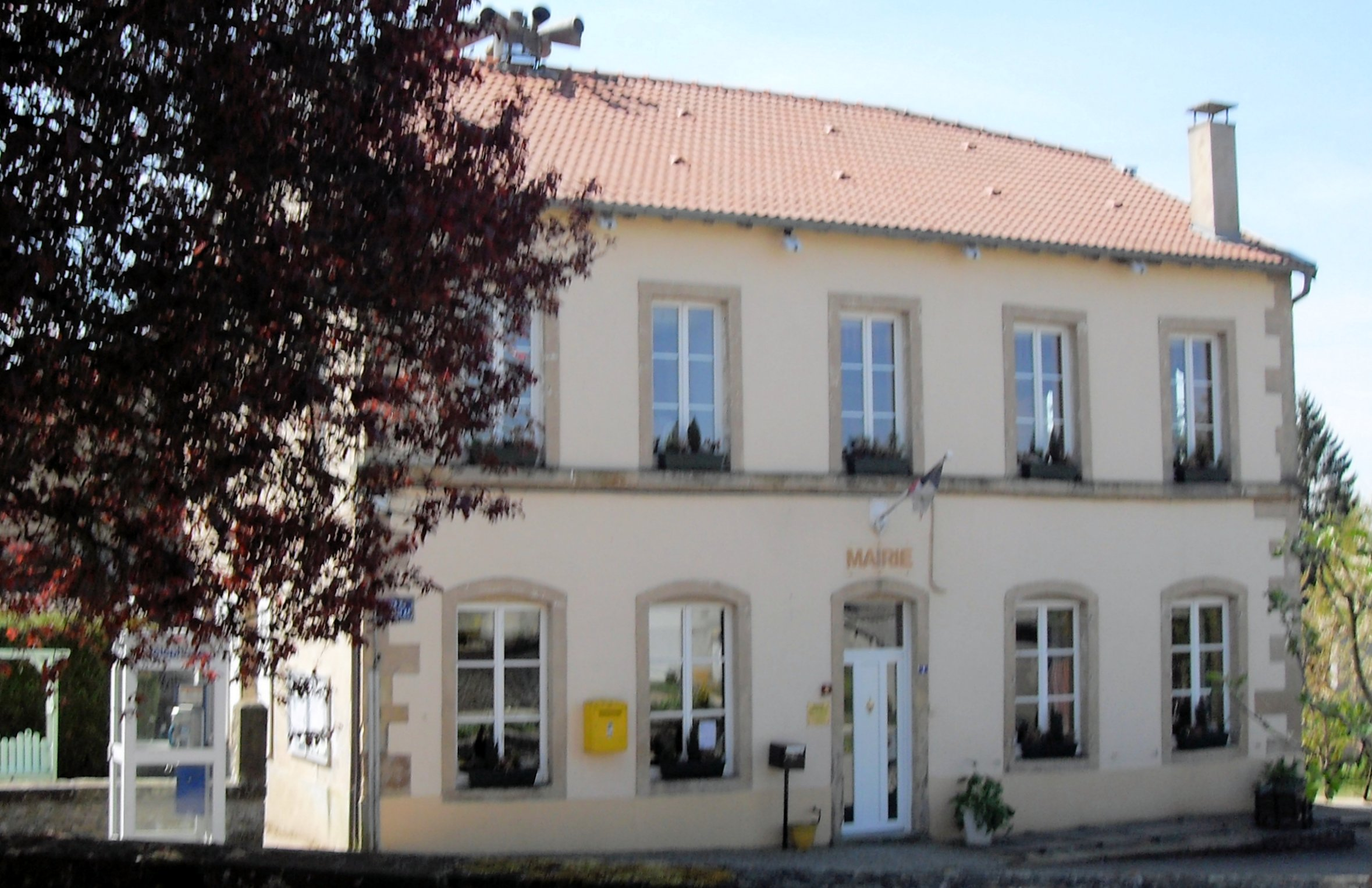
La mairie.

En 2022, le budget de la commune était constitué ainsi :
- total des produits de fonctionnement : 634 000 €, soit 2 516 € par habitant ;
- total des charges de fonctionnement : 375 000 €, soit 1 488 € par habitant ;
- total des ressources d'investissement : 708 000 €, soit 2 811 € par habitant ;
- total des emplois d'investissement : 962 000 €, soit 3 818 € par habitant ;
- endettement : 208 000 €, soit 825 € par habitant.

Avec les taux de fiscalité suivants :
- taxe d'habitation : 21,83 % ;
- taxe foncière sur les propriétés bâties : 40,14 % ;
- taxe foncière sur les propriétés non bâties : 29,36 % ;
- taxe additionnelle à la taxe foncière sur les propriétés non bâties : 38,75 % ;
- cotisation foncière des entreprises : 21,56 %.

Chiffres clés Revenus et pauvreté des ménages en 2021 : médiane en 2021 du revenu disponible, par unité de consommation : 21 560 €.

## Économie

### Entreprises et commerces

#### Agriculture
- Sylviculture et autres activités forestières.
- Élevage d'autres bovins et de buffles.
- Élevage d'ovins et de caprins.
- Exploitation forestière.

#### Tourisme
- Hébergements et restauration à Bulgnéville, Contrexéville, Vittel, Châtenois.

#### Commerces
- Commerces et services de proximité.

## Population et société

### Démographie

#### Évolution démographique
L'évolution du nombre d'habitants est connue à travers les recensements de la population effectués dans la commune depuis 1793. Pour les communes de moins de 10 000 habitants, une enquête de recensement portant sur toute la population est réalisée tous les cinq ans, les populations de référence des années intermédiaires étant quant à elles estimées par interpolation ou extrapolation. Pour la commune, le premier recensement exhaustif entrant dans le cadre du nouveau dispositif a été réalisé en 2006.

En 2022, la commune comptait 231 habitants, en évolution de −6,1 % par rapport à 2016 (Vosges : −2,96 %, France hors Mayotte : +2,11 %).
| 1793 | 1800 | 1806 | 1821 | 1831 | 1836 | 1841 | 1846 | 1856 |
| ---- | ---- | ---- | ---- | ---- | ---- | ---- | ---- | ---- |
| 345  | 420  | 431  | 463  | 463  | 450  | 458  | 469  | 441  |

| 1861 | 1866 | 1876 | 1881 | 1886 | 1891 | 1896 | 1901 | 1906 |
| ---- | ---- | ---- | ---- | ---- | ---- | ---- | ---- | ---- |
| 421  | 436  | 474  | 486  | 463  | 462  | 421  | 372  | 350  |

| 1911 | 1921 | 1926 | 1931 | 1936 | 1946 | 1954 | 1962 | 1968 |
| ---- | ---- | ---- | ---- | ---- | ---- | ---- | ---- | ---- |
| 325  | 280  | 272  | 240  | 238  | 241  | 248  | 261  | 254  |

| 1975 | 1982 | 1990 | 1999 | 2006 | 2011 | 2016 | 2021 | 2022 |
| ---- | ---- | ---- | ---- | ---- | ---- | ---- | ---- | ---- |
| 264  | 302  | 272  | 261  | 257  | 256  | 246  | 237  | 231  |

### Enseignement
Établissements d'enseignements :
- Écoles maternelles et primaires à Bulgnéville, Saint-Ouen-lès-Parey, Contrexéville, Mandres-sur-Vair,
- Collèges à Contrexéville, Mandres-sur-Vair, Vittel, Martigny-les-Bains, Châtenois.
- Lycées à Contrexéville, Mandres-sur-Vair, Neufchâteau.

### Santé
Professionnels et établissements de santé :
- Médecins à Bulgnéville, Contrexéville, Vrécourt, Vittel, Martigny-les-Bains, Châtenois.
- Pharmacies à Bulgnéville, Contrexéville, Vrécourt, Vittel, Martigny-les-Bains, Châtenois.
- Hôpitaux à Vittel, Lamarche, Neufchâteau, Mattaincourt, Mirecourt.

### Cultes
- Culte catholique, Paroisse Saint-Pierre-Fourier - Mirecourt[30], Paroisse de Saint-Dié.

## Lieux et monuments

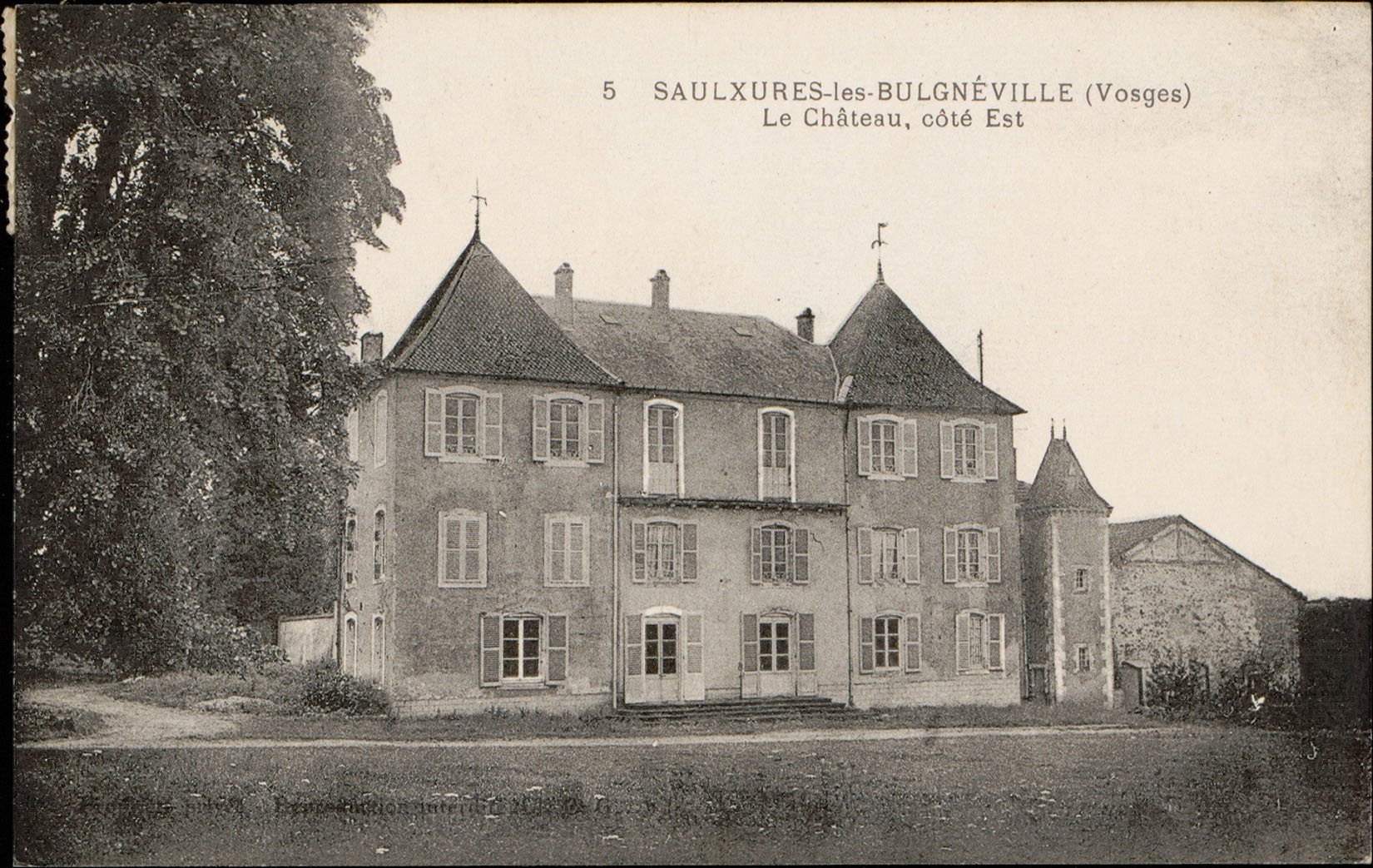
Le château, côté est.
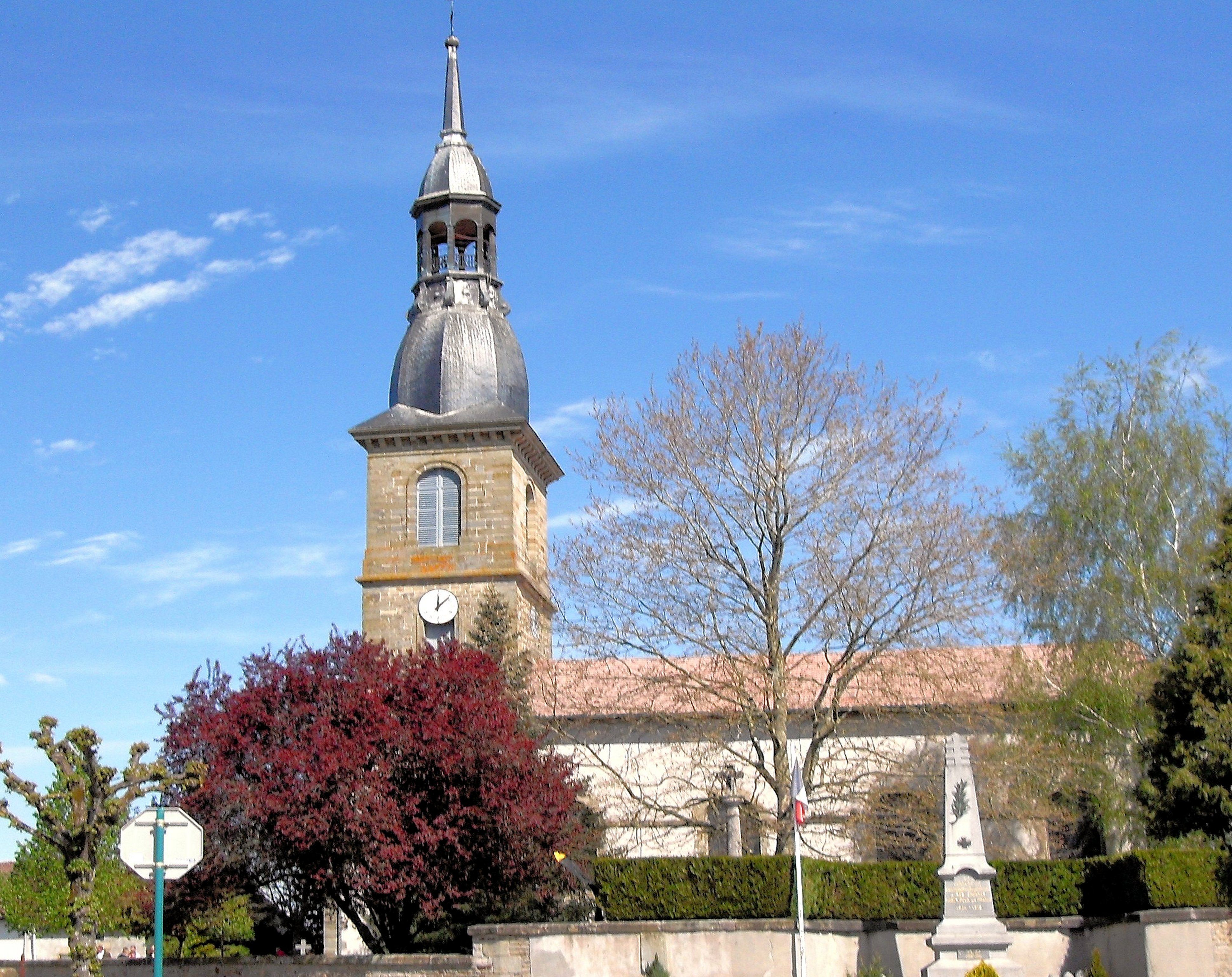
Église Saint-Martin côté sud.

- Château des XIVe et XVe siècles[31],[32].
- Église Saint-Martin du XIXe siècle, de style néogothique[33].

Tableau La Charité de saint Martin
Musée Jeanne d'Arc et St Nicolas dans le hall de l'église.
- Presbytère : 5 pièces murales[35]
- Monument aux morts[36].
- Fresque hommage aux victimes du crash du Lancaster[37],[38],[39].
- Patrimoine architectural rural recensé par le service régional de l'Inventaire général du patrimoine culturel[40].

Fermes,.
Borne-fontaine - abreuvoir,.
Coupe-racines.
Charrue à brabant double.
Charrette à bras pour la lessive.
- Pont Barbazan, entre Saulxures et Vaudoncourt[48].
- Zone naturelle d'intérêt écologique, faunistique et floristique (Znieff) Voge et Bassigny[49].

## Personnalités liées à la commune
- Nicolas-François Beurné, sculpteur.
- Christian Franqueville, maire de Bulgnéville, député des Vosges de 1997 à 2002, est natif de Saulxures.
- Ferréol Thomassin, curé, vicaire général de l'évêché[50].

## Pour approfondir